# IFK Eskilstuna
|Balsta Allé där klubben spelar sina hemmamatcher.]]
IFK Eskilstuna, bildad 9 september 1897, är en idrottsförening från Eskilstuna i Sverige, främst känd för sitt fotbollslag, som vann SM-guld 1921 och var med i den allra första Allsvenskan 1924/1925.

## Fotboll
IFK tillhör säsongen 2025 Division 3 i fotboll för herrar.
Anrika IFK spelar sina hemmamatcher på Balsta Allé. Hemmadressen består av blå tröja, vit byxa och blå strumpor. Historiskt har de blå tröjorna haft svart krage och manschett, samt strumporna varit blåsvarta. 
Kansli och ungdomslagen håller till på Balsta IP.

### Svenska mästerskapsmedaljer
Historiskt sett är IFK stadens absolut mest meriterade förening. Första finalmatchen om svenska mästerskapet för IFK:s del gick av stapeln 1921 på Stockholms Stadion i Stockholm. IFK besegrade där Norrköpingslaget IK Sleipner med 2–1 inför 11 695 åskådare. Bertil Kollberg gav Sleipner ledning en bit in i andra halvlek men två mål i slutet, Gösta Pettersson (80:e minuten) och Henning Olsson (84) vände på matchen till IFK Eskilstunas favör. Även säsongen 1923 slutade med final. Denna gång blev emellertid AIK för svåra. Matchen slutade 1–5 (Erik Dahlström IFK:s målskytt i 28:e minuten) inför 9 000 häpna åskådare på Olympiastadion.
IFK Eskilstuna har vidare vunnit svenska mästerskapsguld för juniorer vid två tillfällen, 1970 (finalseger mot Djurgårdens IF) och 1985 (finalseger mot IF Brommapojkarna).

### Allsvenskan
IFK deltog i den allra första upplagan av Allsvenskan säsongen 1924/25. IFK har sedan tillhört denna serie 1924/25-1928/29, 1930/31-1935/36, 1942/43, 1957/58 och 1964. Som bäst har klubben placerat sig 5:a (säsongen 1931/32). I maratontabellen för högsta serien parkerar IFK på 27:e plats. Sammantaget har IFK spelat 14 säsonger i Allsvenskan, senast 1964. Målskillnaden 560-850 vittnar om mindre förtjänstfulla resultat.
IFK spelade allsvenskt kvalspel senast 1981 efter att ha vunnit Division II Norra i överlägsen stil före Örebro SK. I kvalet svarade dock allsvenska Kalmar FF för övermäktigt motstånd; Kalmarseger 2-0 på Fredriksskans följdes av 2-2 på Tunavallen, varigenom Kalmar försvarade sin allsvenska plats. Även säsongen 1987 var IFK inblandat i kampen om en allsvensk plats men laget hamnade slutligen på andra plats i Division I Norra, tätt efter seriesegrande Djurgården (som spelade SM-final säsongen efter). Andraplatsen upprepades 1988, denna gång efter lokalrivalen Örebro SK. Säsongen 1992 ramlade IFK ur Division I och har sedan dess inte lyckats ta sig tillbaka. "Blåtopparna" ligger med 48 säsonger bakom sig femma i maratontabellen för Sveriges näst högsta division.

### Meriter
- Svenska mästare 1921
- Svenskt mästerskapssilver 1923
- 14 säsonger i Allsvenskan (senast 1964)
- Svenska mästare för juniorer 1970 och 1985
- Publikrekord för fotboll i Eskilstuna: 22 491 (mot GAIS 1963)
- IFK toppade maratontabellen för Sveriges näst högsta division maratontabell inför säsongen 2007 då Landskrona BoIS 35 poäng räckte till att överta förstaplatsen.

## Spelare

### Truppen
| Nr | Land    | Pos | Namn                                   |
| -- | ------- | --- | -------------------------------------- |
| -  | Sverige | F   | Adam Padovan (lån från Västerås SK)    |
| -  | Sverige | F   | Albin Malm                             |
| -  | Sverige | MF  | Anders Hellblom (lån från Västerås SK) |
| -  | Sverige | MF  | Brhane Samson Mesfun                   |
| -  | Sverige | F   | Carl Wärme                             |
| -  | Sverige | A   | Eldin Lugonja                          |
| -  | Sverige | MV  | Elis Wahl (lån från Västerås SK)       |
| -  | Sverige | A   | Emil Fritzell                          |
| -  | Sverige | F   | Emin Gadzo                             |
| -  | Sverige | MF  | Fabian Bergsten                        |
| -  | Sverige | MV  | Hampus Hedlund                         |
| -  | Sverige | A   | Isak Westlander                        |
| -  | Sverige | MF  | Jacob Lackell                          |

| Nr | Land                | Pos | Namn                      |
| -- | ------------------- | --- | ------------------------- |
| -  | Sverige             | F   | Jakob Jensen              |
| -  | Sverige             | MF  | Joel Hedström             |
| -  | Sverige             | MF  | Joel Rigö                 |
| -  | Sverige             | MF  | Johannes Andersson        |
| -  | Trinidad och Tobago | MF  | Kristian Lee-Him          |
| -  | Sverige             | MF  | Mohammed Wahap            |
| -  | Sverige             | MV  | Petter Björkman           |
| -  | Sverige             | F   | Robin Larsen              |
| -  | Sverige             | F   | Robin Twine               |
| -  | Sverige             | MF  | Sebastian Shahriarolmolki |
| -  | Sverige             | F   | Sermed Habib              |
| -  | Sverige             | A   | Simon Wigren              |
| -  | Sverige             | F   | Yusuf Aziz                |

### Kända spelare
- Kennet Andersson, spelade för IFK som ungdom, sedermera landslagsman för Sverige, allsvensk spelare i IFK Göteborg och IFK Norrköping samt professionell i Belgien, Frankrike, Italien och Turkiet.
- Sebastian Larsson, sedermera landslagsman för Sverige och professionell i England.
- Marcus Danielson,  ”Allsvenskans mest värdefulla spelare” för säsongen 2019.
- Kent Karlsson, spelade för IFK som ungdom, sedermera landslagsman för Sverige, allsvensk spelare i Åtvidabergs FF. Avslutade sin spelarkarriär i moderklubben 1980. Tränarmeriter i bland annat Åtvidabergs FF, IFK Norrköping, Örebro SK, FC Köpenhamn och Lyngby BK.
- Jyrki Nieminen, spelade 1978 i IFK Eskilstuna, sedermera landslagsman för Finland och allsvensk spelare i AIK

### Flest allsvenska matcher

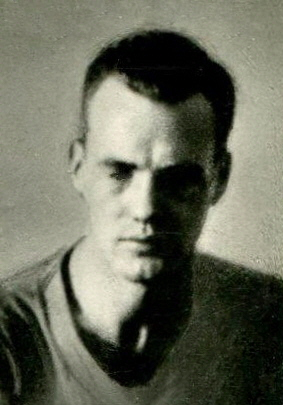
Rune Carlsson.

Följande spelare har spelat 100 eller fler allsvenska matcher för IFK, samtliga på 1920- och 1930-talen.
- Axel "Ribba" Andersson (152)
- Gösta Ekman (141)
- Åke Andersson (134)
- Einar Kempe (134)
- Bertil "Iffa" Karlsson (131)
- Sture Hult (121)
- Knut "Knaper" Andersson (118)
- Ruben Nilsson (107)
- Einar Lindgren  (105)
- Rune Carlsson (100)

### Landslagsspelare
21 spelare i klubben har representerat svenska landslaget. Förutom Kent Karlsson, som spelade en landskamp 1977 sedan han återvänt till Eskilstuna, är alla landslagsframträdanden från klubbens tidiga framgångstid.
- Rune Carlsson (1909–1943), 7 matcher 1930–1934
- Bertil Karlsson (1899–1976), 6 matcher (5 mål) 1921–1930
- Harry Lundahl (1905–1988), 5 matcher (1 mål) 1931–1933
- Sture Hult (1910–1995), 5 matcher 1932
- Olof Ohlsson (1888–1962), 4 matcher (1 mål) 1908
- Roger Karlsson (1911–1937), 4 matcher (2 mål) 1934–1935
- Bengt Essman (1913–1990), 4 matcher 1935
- Erik Dahlström (1894–1953), 3 matcher (2 mål) 1912–1921
- Einar Halling-Johansson (1893–1958), 3 matcher 1917–1918
- Vidar Stenborg (1894–1960), 2 matcher 1917–1921
- Ragnar Eriksson (1893–1978), 2 matcher 1920
- Gösta Peijne (1895–1972), 2 matcher 1921–1923
- Harald Andersson (1892–1979), 1 match 1921
- Ruben Nilsson (1899–1977), 1 match 1921
- Harry Rosenlind (1900–1968), 1 match 1926
- Knut Lensing (1896–1960), 1 match 1927
- Åke Andersson (1906–1982), 1 match (1 mål) 1930
- Einar Kempe (1903–1948), 1 match (1 mål) 1932
- Lennart Askerlund (1918–1957), 1 match 1937
- Ragnar Larsson (1916–2008), 1 match (2 mål) 1939
- Kent Karlsson (född 1945), 1 match 1977

IFK Eskilstuna har även haft fyra finländska landslagsmän i truppen:
- Kari Virtanen (född 1958), 13 matcher 1980–1981
- Pertti Jantunen (född 1952), 8 matcher 1978
- Jyrki Nieminen (född 1951), 8 matcher (2 mål) 1978
- Stefan Lindström (född 1953), 4 matcher 1979

## Bandy
I bandy spelade klubben i Sveriges högsta division säsongerna 1933 och 1934.

### Fotnoter
1. ↑  Martin Alsiö (12 augusti 2004). ”De allsvenska klubbarnas födelsedagar”. Bolletinen. http://www.bolletinen.se/sfs/allsvenskan/grundades.pdf. Läst 10 oktober 2011.
2. ↑  ”Sportboken - FOTBOLLBOKEN”. www.sportboken.com. http://www.sportboken.com/kategori.asp?id=1077. Läst 24 september 2019.
3. ↑  ”Herr”. IFK Eskilstuna. Arkiverad från originalet den 18 maj 2022. https://web.archive.org/web/20220518153625/https://ifkeskilstuna.com/lagen/herr/. Läst 12 maj 2022.
4. ↑  Allsvenskan genom tiderna (1988), sid. 216–217.
5. 1 2  ”IFK Eskilstuna”. eu-football.info. https://eu-football.info/_club.php?id=696. Läst 8 juni 2024.